# Atacames
Atacames – miasto w Ekwadorze, w prowincji Esmeraldas, stolica kantonu Atacames.

## Opis
Miasto zostało założone w 1543 roku. Obecnie miejscowość jest ośrodkiem wypoczynkowym nad Oceanem Spokojnym. W Atacames rozwinęło się rzemiosło.

## Atrakcje turystyczne
- Aqua Park El Surillal[2].

## Baza hotelowa
- Hotel Rosmarg[3].
- Hotel Sun Palace[4].